# Зімон Шемпп
Зі́мон Шемпп (нім. Simon Schempp, нар. 14 листопада 1988, Мутланген, Баден-Вюртемберг, Німеччина) — німецький біатлоніст, срібний призер Олімпійських ігор в Сочі в естафеті, чемпіон світу з біатлону 2010 року у змішаній естафеті, бронзовий призер чемпіонатів світу з біатлону 2012 та 2013 років в естафетах, переможець та призер етапів кубка світу з біатлону, дворазовий чемпіон світу з біатлону серед юніорів.

## Виступи на Олімпійських іграх
| Рік  | Місце проведення | Інд | Спр | Пр | МС | Ест |
| 2010 | Ванкувер         |     |     |    |    | 5   |

## Виступи на чемпіонатах світу
| Рік  | Місце проведення     | Інд | Спр | Пр | МС | Ест | ЗМ |
| 2010 | Ханти-Мансійськ      |     |     |    |    |     | 1  |
| 2012 | Рупольдінг           | 90  | 19  | 9  | 26 | 3   |    |
| 2013 | Нове Место-на-Мораві |     | 28  | 18 | 14 | 3   | 13 |

## Кар'єра в Кубку світу
Першим роком Зімона в біатлоні був 2006 рік, а починаючи з 2009 року він почав виступати за національну збірну Німеччини з біатлону.
- Дебют в кубку світу — 11 березня 2009 року в індивідуальній гонці у Ванкувері — 24 місце.
- Перше попадання в залікову зону — 11 березня 2009 року в індивідуальній гонці у Ванкувері — 24 місце.
- Перший подіум — 15 березня 2009 року в естафеті в Ванкувері — 3 місце.
- Перший особистий подіум — 20 березня 2010 року в гонці переслідування в Осло — 2 місце.
- Перша перемога — 28 березня 2010 року в естафеті в Ханти-Мансійську.
- Перша особиста перемога — 17 січня 2014 року в спринті в Антхольці.

## Найкращий результат у сезоні
| № п/п | Сезон     | Місце проведення | Дисципліна           | Результат |
| ----- | --------- | ---------------- | -------------------- | --------- |
| 1     | 2008-2009 | Ханти-Мансійськ  | Гонка переслідування | 10        |
| 2     | 2009-2010 | Осло             | Гонка переслідування | 2         |
| 3     | 2010-2011 | Естерсунд        | Індивідуальна гонка  | 28        |
| 3     | 2010-2011 | Естерсунд        | Гонка переслідування | 28        |
| 4     | 2011-2012 | Естерсунд        | Індивідуальна гонка  | 3         |
| 5     | 2012-2013 | Рупольдинг       | Мас-старт            | 5         |
| 6     | 2013-2014 | Антхольц         | Спринт               | 1         |

За всі роки виступів на етапах кубка світу Зімон 13 разів підіймався на подіум, у тому числі двічі на найвищу сходинку. 10 із 13 подіумів Зімон здобував у складі естафетних збірних.

## Загальний залік у Кубку світу
- 2008-2009 — 60-е місце (86 очок)
- 2009-2010 — 36-е місце (216 очок)
- 2010-2011 — 87-е місце (26 очок)
- 2011-2012 — 26-е місце (367 очок)
- 2012-2013 — 29-е місце (341 очко)

## Статистика стрільби
| № п/п | Сезон     | Загальна        | Індивідуальна гонка | Спринт        | Гонка переслідування | Мас-старт     | Естафета      |
| ----- | --------- | --------------- | ------------------- | ------------- | -------------------- | ------------- | ------------- |
| 1     | 2008-2009 | 87,7% (64/73)   | 85,0% (17/20)       | 90,0% (18/20) | 95,0% (19/20)        | 0,0% (0/0)    | 76,9% (10/13) |
| 2     | 2009-2010 | 89,2% (198/222) | 85,0% (17/20)       | 82,2% (74/90) | 96,3% (77/80)        | 0,0% (0/0)    | 93,8% (30/32) |
| 3     | 2010-2011 | 87,7% (64/73)   | 85,0% (17/20)       | 90,0% (18/20) | 95,0% (19/20)        | 0,0% (0/0)    | 76,9% (10/13) |
| 4     | 2011-2012 | 82,3% (292/355) | 80,0% (48/60)       | 82,5% (66/80) | 84,2% (101/120)      | 78,3% (47/60) | 85,7% (30/35) |
| 5     | 2012-2013 | 85,2% (312/366) | 85,0% (17/20)       | 82,5% (66/80) | 85,8% (103/120)      | 83,8% (67/80) | 89,4% (59/66) |